# علي خاوري
علي خاوري (22 مارس 1923 - 19 مارس 2021) سياسي شيوعي إيراني والأمين العام لحزب توده الإيراني.

## الحياة المهنية
في عام 1984 أصبح السكرتير الأول لحزب توده الإيراني، الحزب الذي انضم إليه في عام 1941. انتخب عضوا في «اللجنة المركزية» في أوائل الستينيات، وعشية ثورة 1979 انتخب عضوا في «اللجنة السياسية» و «سكرتارية اللجنة المركزية».